# Taylor Creek
La Taylor Creek est un cours d'eau américain qui s'écoule dans le comté d'El Dorado, en Californie. Alimentée par le lac Fallen Leaf, la rivière se jette dans le lac Tahoe. Son cours est entièrement protégé au sein de la Lake Tahoe Basin Management Unit.
Le Rainbow Trail est un sentier de randonnée permettant d'approcher la Taylor Creek.